# Komarów-Osada (gmina)
Komarów-Osada (daw. gmina Komarów) – gmina wiejska w województwie lubelskim, w powiecie zamojskim. W latach 1975–1998 gmina położona była w województwie zamojskim.
Siedzibą gminy jest Komarów-Osada.
31 grudnia 2009 gminę zamieszkiwały 5432 osoby.
Za Królestwa Polskiego gmina Komarów należała do powiatu tomaszowskiego w guberni lubelskiej. 1 stycznia?/13 stycznia 1870 do gminy przyłączono pozbawiony praw miejskich Komarów.

## Struktura powierzchni
Według danych z roku 2002 gmina Komarów-Osada ma obszar 122,79 km², w tym:
- użytki rolne: 87%
- użytki leśne: 7%

Gmina stanowi 6,56% powierzchni powiatu.

## Demografia

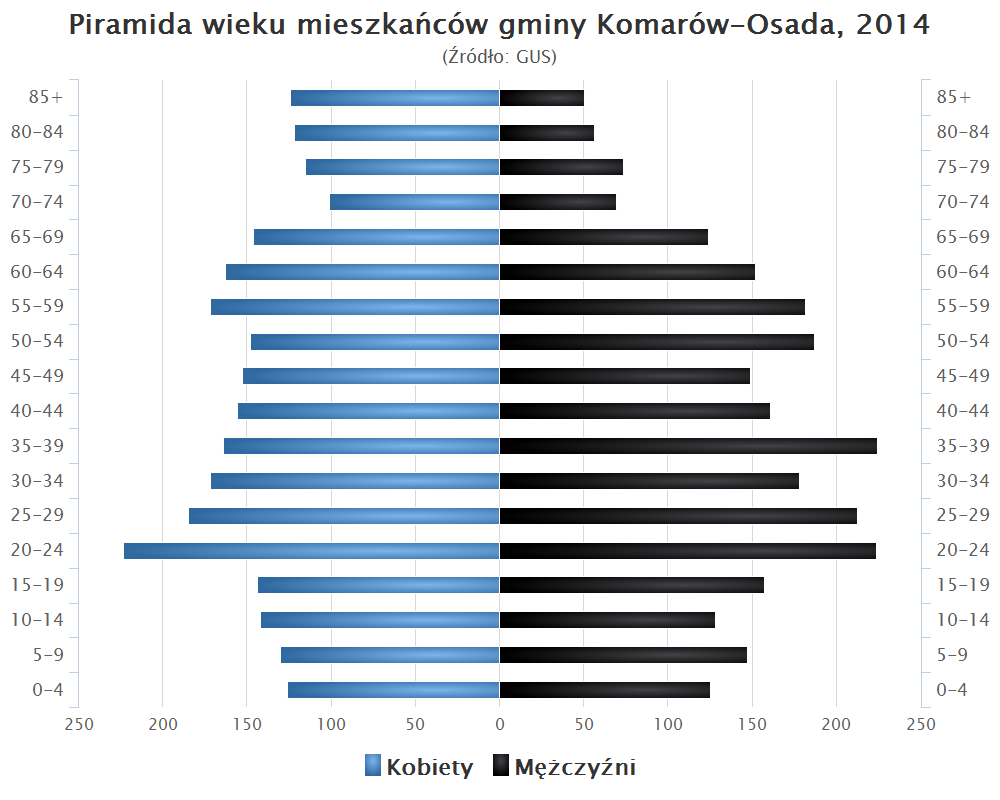
Piramida wieku mieszkańców gminy Komarów-Osada w 2014 roku

Dane z 31 grudnia 2009:
| Opis                              | Ogółem | Ogółem | Kobiety | Kobiety | Mężczyźni | Mężczyźni |
| --------------------------------- | ------ | ------ | ------- | ------- | --------- | --------- |
| jednostka                         | osób   | %      | osób    | %       | osób      | %         |
| populacja                         | 5432   | 100    | 2740    | 50,4    | 2692      | 49,6      |
| gęstość zaludnienia (mieszk./km²) | 44,2   | 44,2   | 22,3    | 22,3    | 21,9      | 21,9      |

## Sołectwa
Antoniówka, Dub, Huta Komarowska, Janówka Wschodnia, Janówka Zachodnia, Kadłubiska, Komarów Dolny, Komarów-Osada, Komarów Górny, Komarów-Wieś, Kraczew, Krzywystok, Krzywystok-Kolonia, Księżostany, Księżostany-Kolonia, Ruszczyzna, Sosnowa-Dębowa, Swaryczów, Śniatycze, Tomaszówka, Tuczapy, Wolica Brzozowa, Wolica Brzozowa-Kolonia, Wolica Śniatycka, Zubowice, Zubowice-Kolonia.

## Pozostałe miejscowości
Berestki, Szczerbiki.

## Sąsiednie gminy
- Krynice,
- Łabunie,
- Miączyn,
- Rachanie,
- Sitno,
- Tyszowce